# Trapezites petalia
Trapezites petalia é uma espécie de borboleta da família Hesperiidae.